# Theodore Mesang
Theodore (Ted) Lawrence Mesang (Eau Claire, 7 december 1902 – Corvallis, 26 oktober 1967) was een Amerikaans componist, muziekpedagoog, dirigent en klarinettist. Voor bepaalde werken gebruikte hij het pseudoniem Paul Thomas.

## Levensloop
Mesang studeerde aan het Northland College in Ashland en later aan de Universiteit van Wisconsin in Eau Claire. Aan het laatstgenoemde instituut behaalde hij in 1945 zijn Bachelor of Music in 1945. Vervolgens studeerde hij aan de Universiteit van Minnesota in Minneapolis en behaalde daar zijn Master of Education in 1949. Van 1929 tot 1948 was hij directeur voor instrumentale muziek aan openbare scholen in Ashland (Wisconsin). In 1949 wisselde hij als docent aan de Oregon State University in Corvallis en werd dirigent van de harmonieorkesten. In 1964 werd hij tot professor benoemd. 
Als componist schreef hij meer dan 250 werken voor harmonieorkest en andere genres. Hij was sinds 1955 lid van de American Society of Composers, Authors and Publishers (ASCAP) en van de componisten-broederschap Kappa Kappa Psi Honorary Band Fraternity. 

## Composities

### Werken voor harmonieorkest
- 1951 Melodic Overture
- 1951 Mighty Mite, mars
- 1951 Vagabond, ouverture
- 1952 Byron, mars
- 1952 King Midas, ouverture
- 1952 Little Pete, mars
- 1952 Robbie, mars
- 1952 Sir Greg
- 1952 Stand-by, mars
- 1952 Triumphant, ouverture
- 1952 Westward go, mars
- 1953 Greenbury march
- 1953 Laurel march
- 1953 Orion overture
- 1954 Brittany, ouverture
- 1954 Prince Valiant, ouverture
- 1954 Southern spirit
- 1954 The Busy Baton
- 1954 Truax Field
- 1956 Along the Way
- 1956 Benton Hall, mars
- 1956 Captain Koebrick, mars - tekst: Vivian Mesang Carlson
- 1956 The Prairie Prince
- 1957 Hi-Fi
- 1957 Interscholastic league, mars
- 1958 Colonel Coopey, mars
- 1958 Festival day, ouverture
- 1959 Big Jeff, mars
- 1959 Sturdy men, mars
- 1959 The Cascades, ouverture
- 1959 The Oregon trail
- 1960 The Great Southwest, mars
- 1961 Band of Bands
- All Out
- Belmont
- Coliseum
- Colonel Auster
- Diana, ouverture
- Don Roberto
- East & West
- El Gaucho (ook bekend als: El Chaparral)
- Emblem of Glory
- Expedition
- Festival Parade
- Holiday
- Justice
- Ketchikan
- Little Champ, mars
- Magnus, ouverture
- Majorette
- Marching Men
- Music Club
- New Frontiers
- New Trials, mars
- Northwoods
- On the Street, mars
- Onward Victorious "On to Victory"
- Purple Pride
- Rodeo
- Southern Special
- Skidding "Trombone Smear"
- State Guard
- State Pride
- Symbol of Honor, mars
- The Buckaroo
- The Challenge
- The Face of Oregon
- The Forest Ranger
- The Great Northwest
- The names of Oregon, voor spreker en harmonieorkest - tekst: Robert Walls
- The Skirmishes
- The Spirit of Democracy
- Victory Polka
- Washburn
- W.S.M.A. "Wisconsin School Music Association"
- Yeoman
- Youth and Progress

### Kamermuziek
- 1952 Valse Jeanne, voor altsaxofoon en piano
- Bright Star, voor trompet en piano